# Sjællands Universitetshospital, Roskilde
Sjællands Universitetshospital, Roskilde tidligere Roskilde Sygehus er et sygehus grundlagt i 1855 i Roskilde.
Sjællands Universitetshospital, Roskilde har en døgnbemandet visiteret skadestue, som per 1. oktober 2011 er integreret i Medicinsk Afdeling og bemandet med sygeplejersker.
Sjællands Universitetshospital, Roskilde er et af de to specialsygehuse i Region Sjælland. Sjællands Universitetshospital, Roskilde er Region Sjællands mest specialiserede sygehus og tilbyder specialiseret behandling inden for en lang række sygdomme. Sygehuset har også specialiserede tilbud på de andre sygehuse i Region Sjælland.
Sjællands Universitetshospital, Roskilde tilbyder behandlinger inden for:
- Kirurgi (sygdomme i mave og tarm, galdesten, brok, hæmorider, blindtarmsbetændelse og tarmslyng)
- Medicinske sygdomme (sygdomme i hjerte, mave, tarm, lever, lunge, nyre, hypofyse og binyre samt sukkersyge og allergi)
- Kræftsygdomme (sygdomme i bryst, tyktarm/endetarm, modermærker, hud, lunger, blod, lymfer, knoglemarv og æggestokke). Der er tilbud om rekonstruktion af bryst samt om lindring til patienter, der ikke kan helbredes for deres sygdom
- Kvindesygdomme, graviditet og fødsler (fødselshjælp, barselspleje nakkefolds- og misdannelsesscanning samt sygdomme i underlivet) og de fleste former for fertilitetsbehandling
- Børne- og ungesygdomme samt nyfødte og for tidligt fødte børn)

Sjællands Universitetshospital, Roskilde har også en række specialiserede behandlingstilbud, hvor patienter ofte henvises fra hele Region Sjælland:
- Inden for hjertesygdomme tilbydes behandling til patienter med blodprop i hjertet samt udredning og behandling af mange andre sygdomme i hjerte, som for eksempel anlæggelse af pacemakere og ballonudvidelser
- Inden for kræftsygdomme tilbydes udredning og behandling af kræft i lunger, hjerne, blære, tarm og hud
- Inden for hjerne- og nervesygdomme behandles sygdomme i hjernen (herunder også blodprop) samt i rygmarv, nerver og muskler
- Inden for blodsygdomme tilbydes behandling af for eksempel lymfeknude- og knoglemarvskræft og leukæmi
- Inden for sygdomme i huden tilbydes behandling for eksempelvis eksem, sår og hudkræft
- Inden for øjensygdomme behandles blandt andet patienter med alderspletter på nethinden (våd AMD)
- På operationsområdet råder sygehuset over en moderne robot, der giver mulighed for at bruge de nyeste operationsteknikker, som giver en mere skånsom kirurgi

Sjællands Universitetshospital, Roskilde har endvidere en enhed for Tværfaglig Udredning og Behandling, hvor patienter får foretaget alle undersøgelser efter princippet "samme dag under samme tag".
På Sjællands Universitetshospital, Roskilde er forskning prioriteret højt på tværs af alle afdelinger. Forskningen foregår i samarbejde med andre forskningsinstitutioner i Danmark og forskere fra både ind- og udland.
Sygehuset er desuden et stort uddannelsessted for mange forskellige faggrupper. Fra læge- og sygeplejerskestuderende til social- og sundhedsassistenter, bioanalytikere, fysio- og ergoterapeuter, radiografer, lægesekretærer, reddere, serviceassistenter m.fl.
Sjællands Universitetshospital, Roskilde samarbejder også med Roskilde Universitet, om biomedicinsk forskning, sundhedstjenesteforskning, forskere opgaver, direkte forskning og faget medicinalbiologi. Desuden indgår sygehuset også i videnskabeligt programsamarbejde med Forskningscenter RISØ.
Sygehuset er løbende blevet moderniseret og udvidet. Senest ved etablering af fysik til henholdsvis et medicinsk og et hæmatologisk ambulatorium, samt udvidelse af kardiologisk laboratorium med to rum til KAG/PCI i 2010. Derudover er der sket en modernisering og indretning af henholdsvis et hæmatologisk og et urologisksengeafsnit i 2011.
Den 4. marts 2016 skiftede Roskilde Sygehus navn til Sjællands Universitetshospital, Roskilde.

## Patientbehandling
Sjællands Universitetshospital, Roskilde varetager i dag planlagt og akut behandling inden for en række områder:
- Patienter med akutte medicinske tilstande, dog ikke patienter, som også har brug for kirurgisk vurdering/behandling
- Kardiologi
- Infektionsmedicin
- Hæmatologi
- Nefrologi
- Neurologi inkl. patienter til trombolyse
- Onkologi
- Plastikkirurgi
- Urologi
- Øjensygdomme
- Gynækologi og obstetrik
- Pædiatri (ifht. kirurgiske indgreb på børn ikke knivtid - 2 timer)
- Karkirurgi

## Fremtidens sygehus
Når byggeriet af Sjællands Universitetshospital i Køge er helt færdigt i 2022, vil de fleste behandlingstilbud blive flyttet til universitetshospitalet i Køge.
Sjællands Universitetshospital, Roskilde vil fortsat have en skadestue og være et specialsygehus, der tager imod patienter fra lokalområdet med kroniske sygdomme til ambulant behandling. På sygehuset vil der også være genoptræningsfaciliteter og patientskoler til for eksempel patienter med KOL, diabetes og kroniske ryglidelser.
Med flytningen af tilbud til Sjællands Universitetshospital, Køge bliver der ledig plads på Sjællands Universitetshospital, Roskilde. Pladsen kan udnyttes til at udvikle ny viden om behandlinger og patientforløb og til at teste nye former for organisering, ledelse og samarbejde mellem et sygehus og institutioner, virksomheder, patienter og kommuner.

## Specialsygehus i 2020
I 2020 vil Sjællands Universitetshospital, Roskilde være et af regionens to specialsygehuse det andet er Næstved Sygehus, hvor en væsentlig del den ambulante behandling i regionen vil blive varetaget inden for udvalgte områder. Funktionerne på sygehuset i 2020 er:
- Ambulatorievirksomhed og ”sammedagsaktivitet” indenfor relevante medicinske og kirurgiske specialer
- Planlagte operationer
- Jordemodercenter
- Diagnostisk Center
- Dialyse
- Skadestue/ lægevagt
- Genoptræning af neurologiske patienter

Aktiviteten på Sjællands Universitetshospital, Roskilde i 2020 vil overvejende være ambulant, men der forventes at være stationære senge til planlagt kirurgisk aktivitet.